# 想いのかけら
『想いのかけら』（おもいのかけら）は、NHKの短編オリジナルテレビアニメ。東日本大震災復興応援キャンペーンの一環として企画制作された、福島ガイナックスが担当した初のテレビアニメ作品である。2分版、5分版、25分版の3種類が存在する。2分版は2015年11月27日にNHK総合で全国放送、5分版は2016年2月11日にNHK BS1で全国放送、25分版は同年3月24日にNHK総合で東北地方限定で放送された後、同年4月18日に全国放送された。

## 概要
NHK仙台放送局を中心としたNHK東北6局が手がける東日本大震災復興応援キャンペーン「大好き♡東北」内において、「つくろう!子どもの未来」プロジェクトの一環として企画制作された。監督には福島県福島市出身で、震災復興のためUターンし福島県田村郡三春町に福島ガイナックスを起業設立した浅尾芳宣が起用された。アニメの制作にあたっては、郡山スケートクラブが取材協力したり、アニメ製作に携わる機会と雇用の創出として地元の若者を雇い原画作業等の制作の一部を担当させたり、ヒロインの陽菜役である安野希世乃をはじめとして東北出身の声優を多数起用するなど、地元密着の製作体制が採られた。
まず2分版が製作され、2015年11月に行われたNHK杯国際フィギュアスケート競技大会にあわせてフィギュア会場内での上映、テレビ放送及びWebサイトでの公開がなされた。
2016年2月には、2分版に現役フィギュアスケーターからのメッセージを添えた5分枠の特別編が製作され、NHK総合にて放送された。
それに前後して、追加編集のされた5分版と、25分版が製作された。25分版では、2分版や5分版では描ききれなかった陽菜の震災を受け止めて成長していく姿が描かれている。
2分版、5分版、25分版のいずれも、NHK総合、NHK BS1で不定期に再放送されている。
2016年4月現在、パッケージ販売等は告知されていない。

## あらすじ
主に25分版について記述する。
舞台は、東日本大震災から数年後の、復興工事真っ只中のとある東北地方の漁師町である。主人公の佐藤陽菜は、小学生の頃に震災に遭い母親と死別、自宅も被災したため、漁師をしている父親と仮設住宅に住んでいる。幼少の頃からフィギュアスケートを続けており、現在も電車でフィギュアスケート教室に通い近々開かれる大会（競技会)に出場し代表選手になることを夢見て練習している、冴えなくはないが地味でごくごく普通の中学生である。
ある日、小学生は同じであったが中学は別々になってしまった親友の木村みちるから「緊急招集！」のSNS通知を受け取り、陽菜は久しぶりにみちると再会する。緊急招集の内容は、かつて通っていた小学校の建て替え工事の際に、小学2年生当時に埋めたタイムカプセルが発見されたため、その中身を一緒に受け取りに行こうというものであった。
タイムカプセルには、巾着に入った緑のリボンと手紙が入っていたが、タイムカプセル内に水が入り込んだため手紙は泥まみれとなり判読できなかった。タイムカプセルを埋めたのは7年前の出来事であり、かつその間に震災があったため、陽菜はそのリボンが一体どういう意味を持つのか思い出せなかった。
リボンの意味を思い出すため、陽菜とみちるはかつての小学校跡地へ行ってみる。復興工事のため大規模にかさ上げされていたこともあり、思い出の場所が大きく変わってしまったことに2人は感慨を受ける。ただし、そこは現役女子中学生だからか、あまり湿っぽい感傷には浸ってない。
そして、小学校跡地で話をしている最中、陽菜はみちるから父親の仕事の関係で来月引っ越すことを告げられ、強いショックを受ける。帰宅後、父親に引っ越しの話をすると、父親は既にその話を知っていたため、黙っていたことに対して軽く口論になる。翌日、みちるの引っ越しショックでフィギュアスケートの練習中も上の空だったところ転倒してしまい膝を負傷、フィギュアスケート教室のコーチから大会への出場を止められ、更に落ち込んでしまう。幾日か後、みちる一家の引っ越しを漁師仲間と共に見送る最中、陽菜はみちるからプレゼントを受けとる。それは、フィギュアスケート大会優勝を祈願する色紙であった。
そんな失意の連続の中、陽菜は父親あての郵便を受けとる。それは、ボランティアの写真修復プロジェクト「想いのかけら」からの郵便物であった。中には、1冊だけ手元に残っていた写真アルバムから修復された写真が収められていた。その写真を見るなか、陽菜は亡き母親と幼い自分がそれぞれ緑のリボンに込めた「想い」と、忘れていた母親の笑顔や楽しかった震災前当時のことを思い出す。それは陽菜が幼少の頃、膝を怪我してしまい充分フィギュアスケートの練習ができなかったため「絶対上手く滑れない」と大会への出場を渋って押し入れに立て篭もっていた際に、母親が「心細くなっても絶対に上手くいく、お母さんの大好きをいっぱい込めた魔法のリボン」として陽菜に与えたものであった。そして、「何かあっても心細くないように」（本来タイプカプセルを開ける予定の歳であった）20歳の自分へプレゼントするため、タイムカプセルに入れたものであった。そして、そのリボンが中学生の自分のところに戻ってきたのは、20歳ではなく今の私に必要だったからかもしれない、すなわち必然だったのかもしれないと思う。
写真に映っていた母親との思い出の波止場で、陽菜と父親は、母親への思いや街の復興への思いを語りあう。復興当事者としての複雑な思いを語る父親に対し、陽菜は「（昔どおりの街に戻すのは）無理かもしれないけど、この街が好きってそういうことだもの。それが当たり前なんだよ。好きな気持ちを忘れることの方が、やっぱり悲しいと思うもの。」と答える。
後日、陽菜はフィギュアスケート教室に復帰、大会への出場をコーチに願い出て許可される。大会本番、陽菜はみちるや父親達の見守る前で、今できる精一杯でフィギュアスケートを滑りきる。「ほんの少しずつ、少しずつ、気づかないくらいしか違わない毎日を重ねながら、私たちは変わっていく。」
作中では津波や倒壊家屋といった震災直後シーンは描写されておらず、もっぱら震災数年後の漁師町の風景が描かれている。かさ上げ工事のため坂道が多く、また更地のままの土地が広がっていたり、信号機が工事中で稼働していない、陽菜の仮設住宅内も家具類が少なく仏壇仏具もない（母親の位牌とお供えの花だけがテレビの脇に置かれている)など、色々な面で復興途上である様が見て取れる。
なお、基本的には手描きのアニメーション作品であるが、海の描写やフィギュアスケート演技シーンなどでは、CGアニメーションも用いられている。

## 登場人物
佐藤 陽菜 （さとう ひな）
声 - 安野希世乃
東北の漁師町にある仮設住宅で父親と2人で暮らす13歳の中学生。母親は震災で死別。
幼少の頃からフィギュアスケート教室に通っている。「朝起きたら羽生君になってないかな。そしたら4回転（ジャンプ)だって飛べるんだよ」、などと思いながら、日々フィギュアスケートの練習に取り組んでいる。
親友のみちるには「陽菜ピヨ」と、フィギュアスケート教室の仲間からは「陽菜っち」などと呼ばれている。
声を担当する安野は宮城県出身、若手アニメーター育成プロジェクト作品の『キズナ一撃』以来の主人公役である。
陽菜の父
声 - 星野充昭
陽菜と仮設住宅に暮らす父親。震災前から漁師を生業とし、震災後もなんとか漁師として踏ん張っている。生まれ育った街の復興にも尽力するが、その限界にも人知れず思い悩んでいる。また、日々成長し「（フィギュアスケートの代表選手になって東北から)都会に行きたい」と言うなど、親離れする陽菜を頼もしく思うと同時に寂しさも感じている。
陽菜の母
声 - 荒川美穂
おちょっこちょいなところもある陽菜をいつも温かく見守っていた優しい母であるが、震災で物故。陽菜の心の中では今も背中を押してくれる存在。回想シーンでのみ登場する。
声を担当する荒川は宮城県仙台市出身である。
木村みちる
声 - 佐々木李子
25分版にのみ登場。陽菜の小学生時代の同級生で親友。父親の他、母親と弟の4人家族。ショートカットで陽菜よりやや背の高いボーイッシュな見ための中学生。
仮設住宅の割り当て場所が陽菜の場所とは遠く離れてしまったため、中学校は学区が別々となり分かれてしまう。父親が漁師を廃業し陸の仕事に転職するため、引っ越すことになる。
親友の陽菜からは「みちゃりん」と呼ばれている。キャスト表記などでは名字はないが、25分版の本編で父親が「木村公平」と呼ばれている。
声を担当する佐々木は、秋田県秋田市出身。これが声優としてのデビュー作品となる。またエンディング主題歌も担当している。
コーチ
声 - 中根久美子
陽菜の通うフィギュアスケート教室の先生。髪は短めにカットした妙齢の女性。
声を担当する中根は、福島県出身である。
れな
声 - 福沙奈恵
陽菜の通うフィギュアスケート教室の仲間。ツインのお下げで、大きめのリボンがついた学生服を着崩して着こなしている、陽菜より背の高い女の子。制服が異なるので陽菜とは違う学校の生徒と思われる。羽生君になるより隣で滑りたい派。
ちさき
声 - 伊藤はるか
陽菜の通うフィギュアスケート教室の仲間。頭頂部あたりで髪の毛をお団子にしている、陽菜より少し背の高い女の子。ジャージ姿が多い。羽生君になるより隣で滑りたい派。
杏子
声 - 小野寺瑠奈
陽菜の通うフィギュアスケート教室の仲間。ボブヘアで細いリボンの制服を着ている、陽菜より背の低い眼鏡っ娘。やはり制服が異なるので陽菜とは違う学校の生徒と思われる。羽生君になって4回転ジャンプしてみたい派。

## スタッフ (2分版)
- 総監督・脚本 - 浅尾芳宣
- 絵コンテ・演出 - 佐伯昭志
- キャラクターデザイン・作画監督 - 梅下麻奈未
- 美術監督 - 佐藤貴雄、池内翔
- 色彩設計 - のぼりはるこ
- 撮影監督 - 口羽毅
- 3DCG - 村瀬明宏、川尻将由、海瀬大
- 編集 - 佐藤貴雄
- 音響監督 - 小泉紀介
- 音楽 - 岡崎体育
- アニメーションプロデューサー - 清原良太
- アニメーション制作 - 福島ガイナックス

## スタッフ (25分版)
- 原案 - いこま
- 監督・脚本・絵コンテ・演出 - 佐伯昭志
- キャラクターデザイン・作画監督 - 梅下麻奈未
- 原画 - 南方麻奈、池森絵美、中山見都美、秋葉徹、大村将司、皆川愛香利、西願宏子、諸貫哲朗、木村智、木野下澄江、榎本花子、古家桜子、中塚憲人、廣澤はるか、小玉歩、月田文律、橋口裕
- 動画 - 大湊良蔵、髙木祐紀
- 色彩設計 - のぼりはるこ
- 色指定検査 - 長谷川美穂
- 美術監督 - 平間由香
- 美術 - 若林里紗、菊地明子、鶴町美帆、松本浩樹、高須賀真二、藤井かおり
- CG - 村瀬明宏、石上大樹、川尻将由、所正泰、海瀬大、小宮智彦
- 撮影監督 - 口羽毅
- 撮影 - 中村雄太、大山佳久、伊藤遼
- 編集 - 佐藤貴雄
- 音楽 - 岡崎体育
- 音響監督 - 小泉紀介
- 録音 - 山田均
- 効果 - 稲田祐介
- プロデューサー - 相馬和弘
- 制作統括 - 吉本知裕、吉國勲
- アニメーションプロデューサー - 浅尾芳宣
- アニメーション制作担当 - 高橋祐一
- アニメーション制作 - 福島ガイナックス
- 制作 - NHKエンタープライズ
- 制作・著作 - NHK

## 放送
- 2分版
  - 2015年11月27日金曜[3]、NHK総合及びNHK BS1にて全国放送。以降、両チャンネルで随時再放送。

- 5分版
  - 2016年3月22日火曜[4]、NHK BS1にて全国放送。以降、NHK総合及びNHK BS1にて随時再放送。

- 25分版
  - 2016年3月24日木曜、NHK総合にて東北地方6県のみ先行放送。
  - 2016年4月18日月曜、NHK総合にて全国放送。以降、NHK総合およびBSプレミアムにて随時再放送。
    - 全国放送は4月17日放送予定であったが、熊本地震報道特番のため休止となり、翌日に予定されていた再放送が初回放送となった。なお、4月18日の放送も、衆議院TPP特別委員会質疑の国会中継が延長したため、3分遅れで放送された。
    - NHKオンデマンドでも、期間限定で配信されている。

## 主題歌
『想いのかけら』
作詞・作曲 - 伊橋成哉 / 編曲 - KAY /歌 - 佐々木李子
エンディング主題歌として使用された。